# Lastni čas
Lástni čàs je čas, ki ga meri mirujoča ura v posebni teoriji relativnosti. Če je interval lastnega časa dτ med dvema infinitezimalnima dogodkoma na časovnici enak:
{\displaystyle c^{2}{\rm {d}}\tau ^{2}={\rm {d}}s^{2}\!\,}
in, če so koordinatne razlike v referenčnem inercialnem opazovalnem sistemu S gibajoče se ure med dvema dogodkoma dt, dx, dy in dz, velja:
{\displaystyle c^{2}{\rm {d}}\tau ^{2}=c^{2}{\rm {d}}t^{2}-{\rm {d}}x^{2}-{\rm {d}}y^{2}-{\rm {d}}z^{2}\!\,,}
tako da je interval lastnega časa dan z:
{\displaystyle \mathrm {d} \tau \equiv {\frac {\mathrm {d} t}{\gamma }}\!\,,}
kjer je γ (relativistična gama, Lorentzev faktor):
{\displaystyle \gamma \equiv {\frac {1}{\sqrt {1-\beta _{0}}}}\!\,,}
pri dogovorjeni (relativistični beta):
{\displaystyle \beta _{0}={\frac {v_{0}^{2}}{c^{2}}}\!\,,}
in dt časovni razmik v referenčnem opazovalnem sistemu S.
Lastni čas je v posebni teoriji relativnosti kakor hitrost svetlobe invarianta glede na Lorentzeve transformacije. Lastni čas je v Galilejevih transformacijah enak za vse sisteme (dτ = dt).
V splošni teoriji relativnosti je lastni čas funkcija Newtonovega absolutnega časa. V tem nekateri vidijo pomanjkljivost teorije. Nekaj od teh pomanjkljivosti naj bi odpravila kronotopologija.
Lastni čas plovila na nizki krožnici okrog Zemlje na nadmorski višini približno 580 km bo na primer na dan tekel počasneje za 22,5 ms od časa 'mirujoče' ure na severnem polu, na višini 35.400 km pa za 43,7 ms na dan.
Lastni čas domnevnega delca tahiona je imaginaren.